# Каср
Каср — газовое месторождение в Западной пустыне Египта. Открыто в июле 2003 года американской нефтяной компании Apache Corporation. Освоение началось в июле 2005 года.
Продуктивными горизонтами приставлены меловыми и юрскими отложениями. Глубина на залежи 2,1—4,1. Каср состоит из 6 свит.
Доказанные запасы месторождения оцениваются в 56 млрд м³ газа и 60 млн барр. конденсата.
Оператором газового месторождение является американская нефтяная компания Apache Corporation. Добыча 2006 году составила 10,2 млн м³/сут газа и 13 тыс. барр./сут конденсата.